# 1937
1937 (MCMXXXVII) a fost un an obișnuit al calendarului gregorian, care a început într-o zi de vineri.

## Evenimente

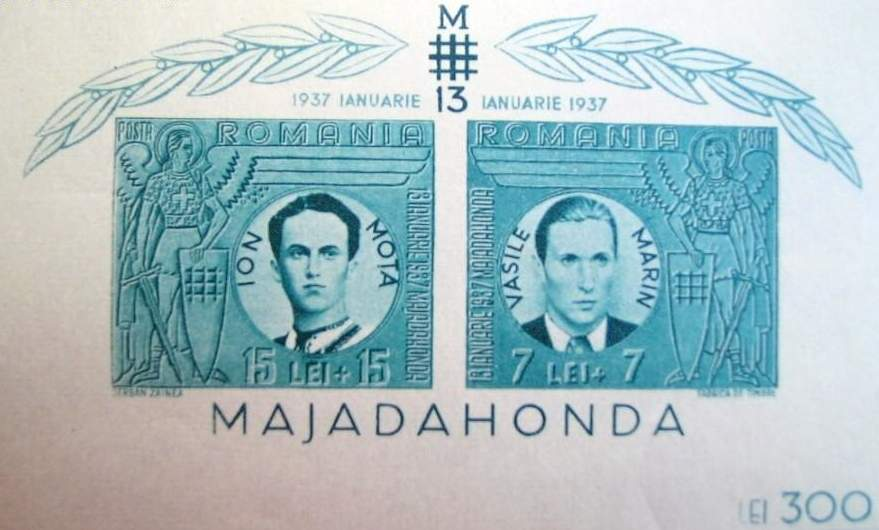
13 ianuarie: Sunt uciși în localitatea Majadahonda, aproape de Madrid, în urma războiului civil spaniol, comandanții legionari, Ion Moța și Vasile Marin.

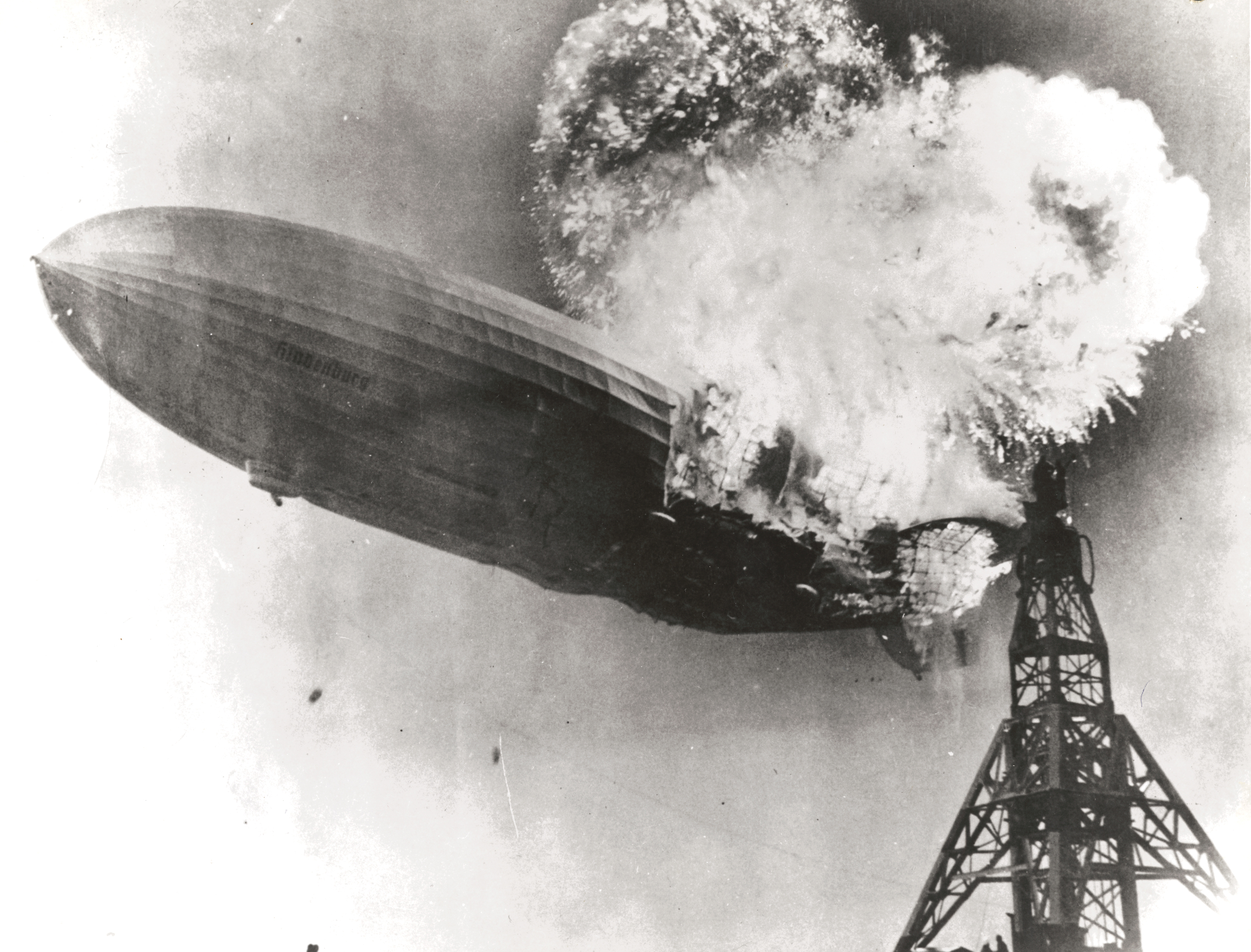
6 mai: Catastrofa Hindenburg: Zeppelinul ia foc în timp ce încerca să aterizeze la Lakenhurst, New Jersey. Au fost uciși 36 de pasageri și membri ai echipajului.

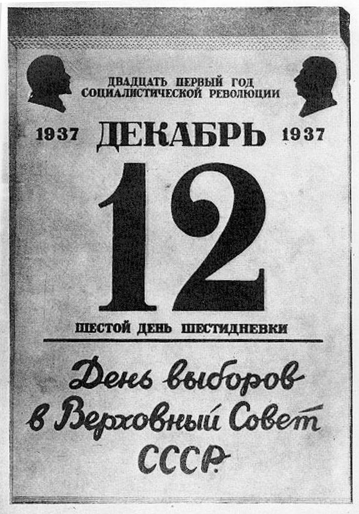
12 decembrie: Alegeri în URSS.

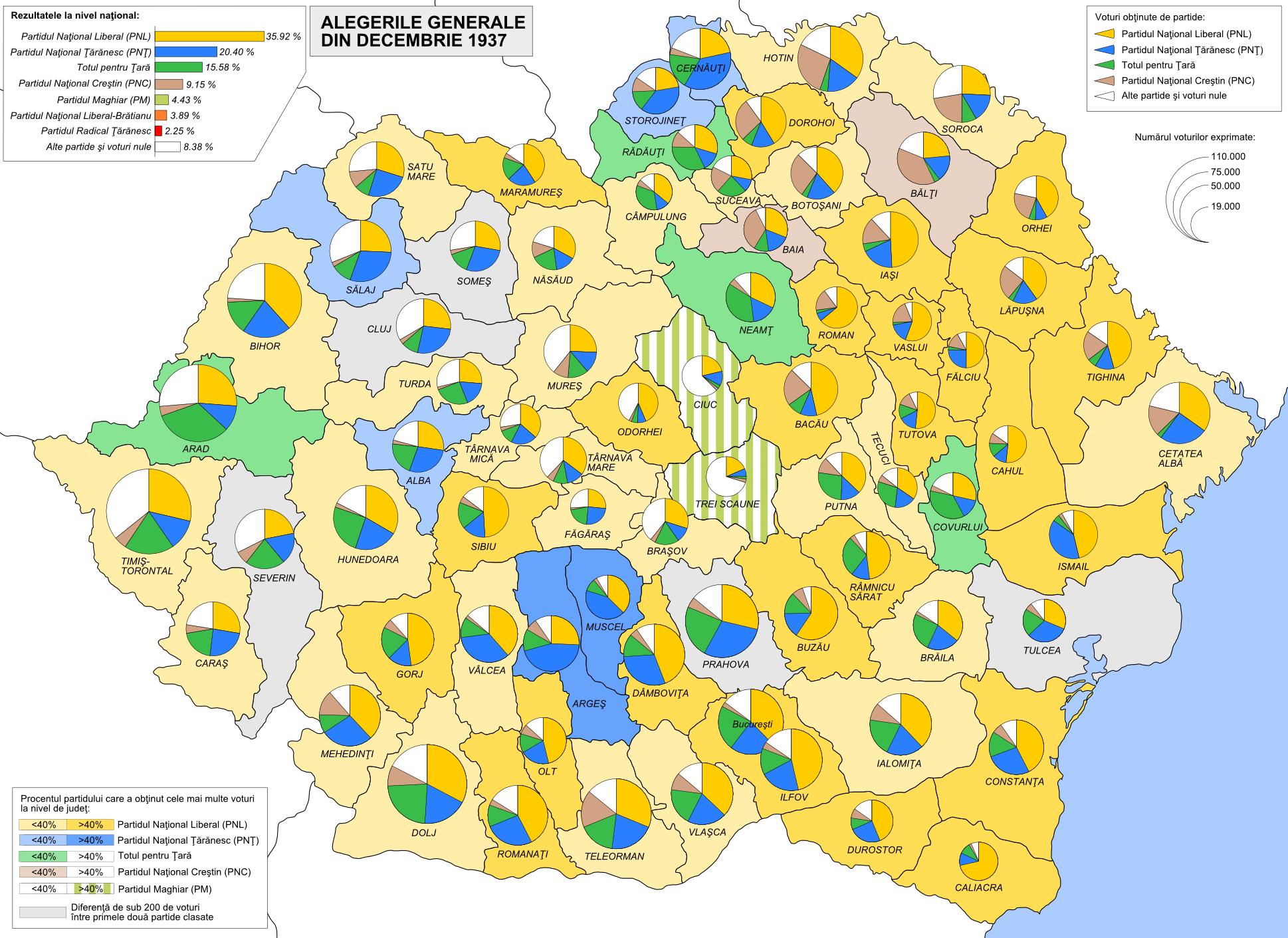
20 decembrie: Au loc alegeri parlamentare în România. Partidul Național Liberal câștigă alegerile cu 1.103.352 de voturi, pe locul al doilea fiind Partidul Național-Țărănesc cu 626.612 de voturi, iar pe al treilea loc Partidul Totul pentru Țară cu 478.368 de voturi. Regele Carol al II-lea demite guvernul liberal și îl numește premier pe Octavian Goga. Va fi ultimul guvern înainte de dictatura regală.

21 decembrie: Premiera filmului animat Albă ca Zăpada și cei șapte pitici, produs de Walt Disney.

### Ianuarie
- 13 ianuarie: Sunt uciși, de comunistul Valter Roman, în localitatea Majadahonda, aproape de Madrid, în urma războiului civil spaniol, comandanții legionari, Ion Moța și Vasile Marin. În anul 1970, în memoria celor doi legionari, la Majadahonda, s-a ridicat un monument comemorativ.
- 31 ianuarie: 31 de oameni sunt executați în Uniunea Sovietică pentru "Troțkism".

### Februarie
- 16 februarie: Wallace H. Carothers primește brevetul de invenție pentru nylon.

### Martie
- 14 martie: Papa Pius al XI-lea emite enciclica Mit brennender Sorge („Cu îngrijorare aprinsă"), despre ideologia nazistă.
- 19 martie: Papa Pius al XI-lea emite enciclica Divini redemptoris, despre ateismul comunist.

### Aprilie
- 10 aprilie: Principele Nicolae, fiul Regelui Ferdinand și al Reginei Maria, a fost decăzut din rangul de membru al familiei Regale, printr-un decret regal, ca urmare a căsătoriei morganatice cu Ioana Dumitrescu-Doleti. El s-a exilat în același an, sub numele de Nicolae Brana.
- 26 aprilie: Războiul Civil Spaniol: Orașul Guernica, Spania este bombardat de către aviația germană.

### Mai
- 6 mai: Catastrofa Hindenburg: Zeppelinul ia foc în timp ce încerca să aterizeze la Lakenhurst, New Jersey. Au fost uciși 36 de pasageri și membri ai echipajului.
- 12 mai: A fost încoronat Regele George al VI-lea al Marii Britanii la Westminster Abbey.
- 28 mai: Neville Chamberlain devine prim-ministru al Marii Britanii.

### Iunie
- 8 iunie: Prima eclipsă totală de soare, de mai bine de 800 de ani, care depășește 7 minute; vizibilă în Pacific și Peru.
- 20 iunie: Pe stadionul "Principele Carol" are loc finala Cupei României la fotbal, între F.C. Rapid și Ripensia, câștigată de FC Rapid.

### Iulie
- 2 iulie: Piloții americani, Amelia Earhart și Fred Noonan, care au încercat să zboare în jurul lumii, au fost dați dispăruți deasupra Oceanului Pacific. Amelia Earhart a fost declarată moartă pe 5 ianuarie 1939, iar Fred Noonan pe 20 iunie 1938.
- 7 iulie: Japonia imperială a atacat din nou China. A început războiul de eliberare națională a poporului chinez.
- 27 iulie: Cupa Davis: Statele Unite învinge Marea Britanie.

### Septembrie
- 5 septembrie: La București are loc deschiderea celei de-a VII-a balcaniade. Jurământul olimpic este depus de atletul Ghițescu.

### Noiembrie
- 6 noiembrie: Adeziunea Italiei la pactul anti-Comintern.
- 17 noiembrie: Noul guvern condus de Gheorghe Tătărescu dizolvă Parlamentul și stabilește alegeri pe 20 decembrie 1937.
- 22 noiembrie: La ședința Comitetului P.N.Ț., Ion Mihalache predă șefia partidului lui Iuliu Maniu, care încearcă coalizarea forțelor de opoziție.
- 25 noiembrie: Iuliu Maniu, împreună cu Gheorghe Brătianu, încheie un pact de neagresiune cu Garda de Fier. Gestul lui Maniu a fost contestat și mult comentat.

### Decembrie
- 9 decembrie: Începutul Masacrului din Nanjing, China. Se estimează că au fost uciși între 100.000 și 300.000 de chinezi de către soldații japonezi.
- 11 decembrie: Italia părăsește Liga Națiunilor.
- 12 decembrie: Alegeri în URSS.
- 20 decembrie: Au loc alegeri parlamentare în România. Partidul Național Liberal câștigă alegerile cu 1.103.352 de voturi, pe al doilea loc fiind Partidul Național-Țărănesc cu 626.612 de voturi, iar pe al treilea loc Partidul Totul pentru Țară cu 478.368 de voturi. Regele Carol al II-lea demite guvernul liberal și îl numește premier pe Octavian Goga. Va fi ultimul guvern înainte de dictatura regală.
- 21 decembrie: Premiera filmului animat Snow White and the Seven Dwarfs (Albă ca Zăpada și cei șapte pitici), produs de  Walt Disney.

### Nedatate
- iulie: A fost înființat, în Germania Nazistă, lagărul de concentrare Buchenwald. A fost desființat în 1945.
- A fost înființată Colonia Aden, o colonie a Coroanei britanice.
- A fost înființată Guban, o societate comercială din Timișoara.

## Arte, științe, literatură și filozofie
- 3 mai: romanul Pe aripile vântului al scriitoarei Margaret Mitchell câștigă premiul Pulitzer.
- 5 iunie: Lucian Blaga a rostit discursul de recepție la Academia Română intitulat "Elogiul satului românesc".
- 21 septembrie: J. R. R. Tolkien publică Hobbitul.
- Constantin Noica publică De Caelo. Încercare în jurul cunoașterii și individului.
- Emil Cioran publică Lacrimi și sfinți.
- John Steinbeck publică Oameni și șoareci.
- Lucian Blaga publică Geneza metaforei și sensul culturii.
- Mircea Eliade publică volumele Cosmologie și alchimie babiloniană, Șarpele; la Universitate ține cursul asupra Simbolismului religios.
- Pablo Picasso pictează Guernica.
- Pelicula The Great Ziegfeld (Marele Ziegfeld) primește Premiul Oscar pentru cel mai bun film.
- Se înființează Asociația Astra, de către un grup de pictori (Dărăscu, Petrașcu, Iser, Steriadi, Stoenescu) care va organiza expoziții anuale, până în anul 1947.
- Tudor Vianu publică Filosofie și poezie.

## Nașteri

### Ianuarie

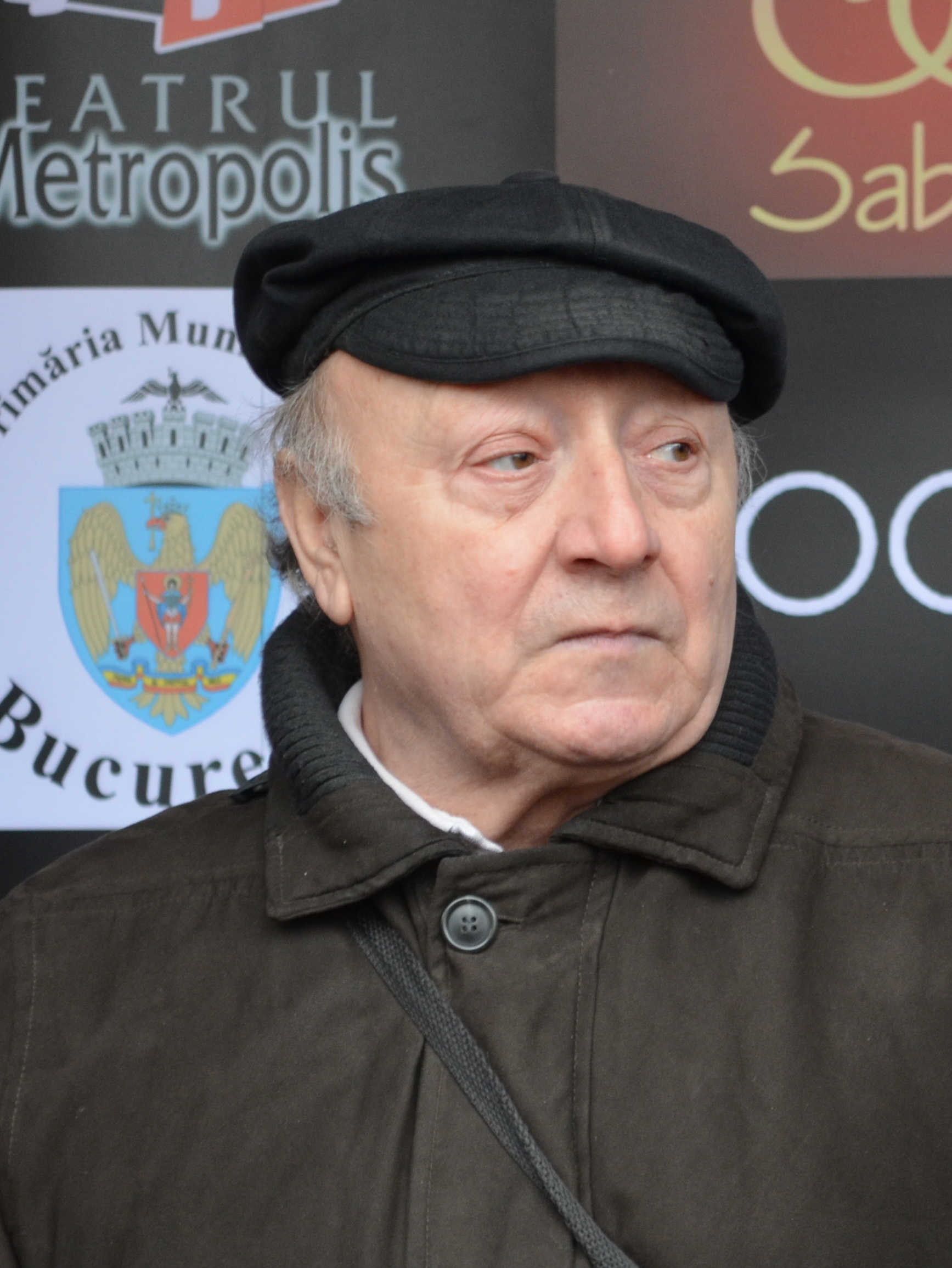
Marin Moraru, actor român de film, teatru, radio, televiziune și voce
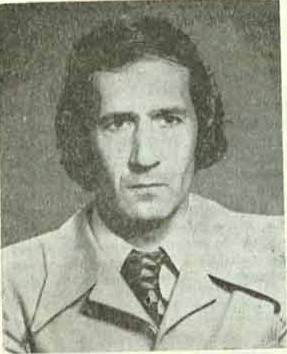
Alexandru Tatos, regizor și scenarist român
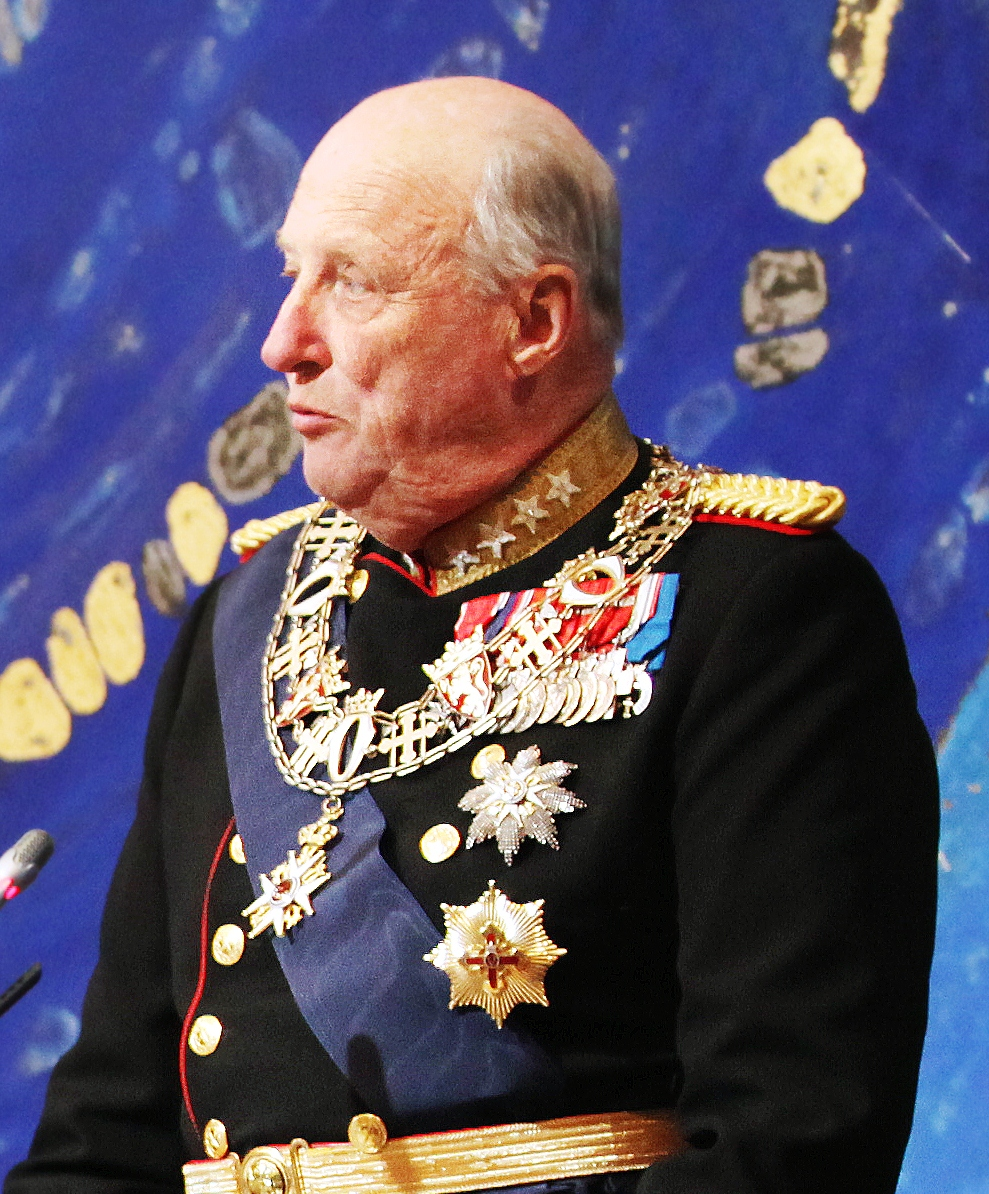
Regele Harald al V-lea al Norvegiei
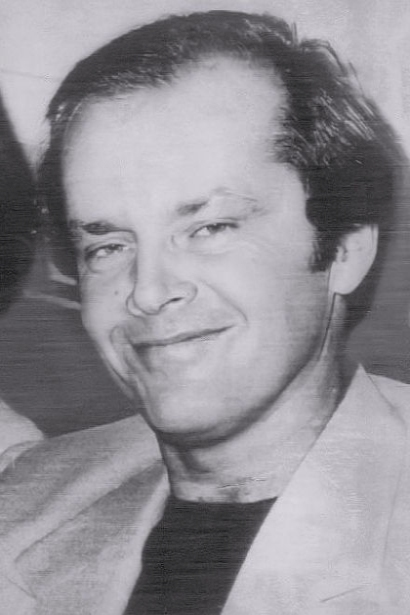
Jack Nicholson, actor, regizor și producător american

- 8 ianuarie: Dame Shirley Veronica Bassey, cântăreață britanică
- 18 ianuarie: John Hume, politician nord-irlandez, laureat al Premiului Nobel (d. 2020)
- 21 ianuarie: Prințul Max, Duce de Bavaria
- 30 ianuarie: Vanessa Redgrave, actriță britanică de film și teatru
- 30 ianuarie: Boris Spasski, maestru rus de șah (d.2025)
- 31 ianuarie: Mircea Micu, poet și prozator român (d. 2010)
- 31 ianuarie: Marin Moraru, actor român de film, teatru, radio, televiziune și voce (d. 2016)

### Februarie
- 12 februarie: Victor Emmanuel, Prinț de Neapole (d.2024)
- 13 februarie: Rupiah Banda, politican zambian, al 4-lea președinte al Republicii Zambia (2008–2011) (d. 2022)
- 14 februarie: Dumitru Țepeneag, prozator român
- 21 februarie: Regele Harald al V-lea al Norvegiei
- 25 februarie: Nazario Pardini eseist, poeta și și critic literar italian

### Martie
- 1 martie: Eugen Doga, compozitor din R. Moldova (d. 2025)
- 6 martie: Valentina Tereșkova, cosmonaută rusă
- 8 martie: Ion Onoriu, acordeonist român (d.1998)
- 9 martie: Alexandru Tatos, regizor și scenarist român (d. 1990)
- 18 martie: Horia Moculescu, compozitor român
- 26 martie: Cristian Țopescu, comentator sportiv român (d. 2018)

### Aprilie
- 2 aprilie: Ștefan Iacobescu, grafician și gravor român (d. 2001)
- 10 aprilie: Bella Ahmadulina, poetă rusă (d. 2010)
- 22 aprilie: Jack Nicholson (n. John Joseph Nicholson), actor, regizor și producător american
- 28 aprilie: Saddam Hussein (Saddam Hussein Abd al-Majid al-Tikriti), dictator al Irakului, prim-ministru, președinte (1979-2003), (d. 2006)

### Mai

Roger Zelazny, scriitor american de literatură științifico-fantastică
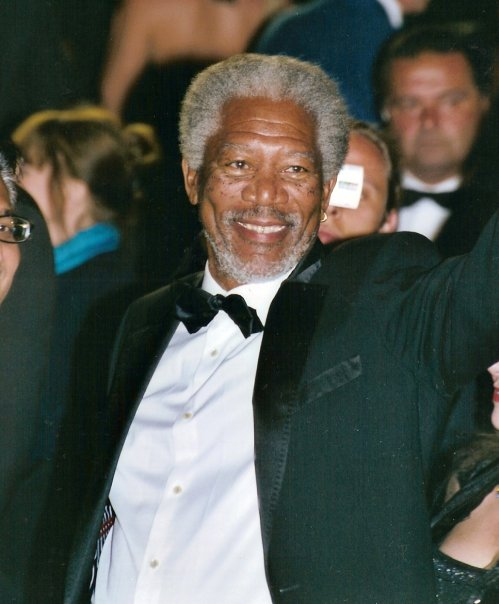
Morgan Freeman, actor, regizor de film și narator american
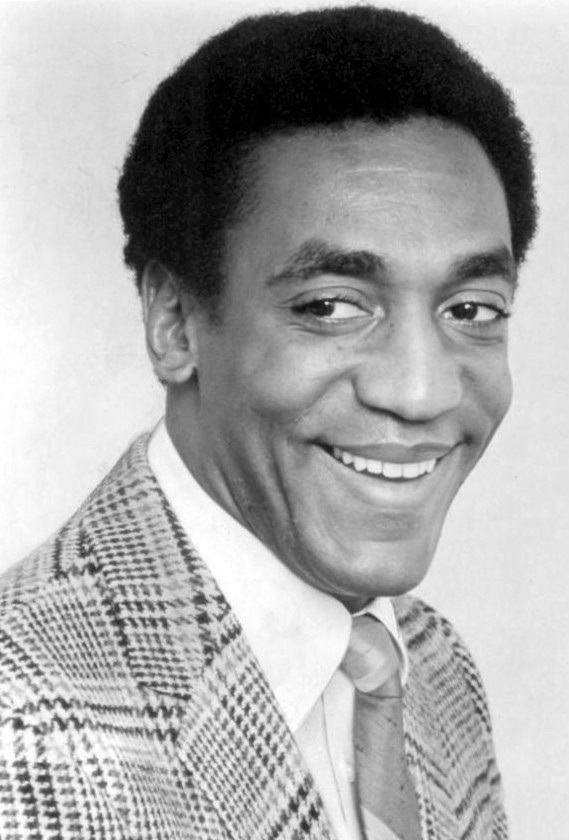
Bill Cosby, actor și producător american
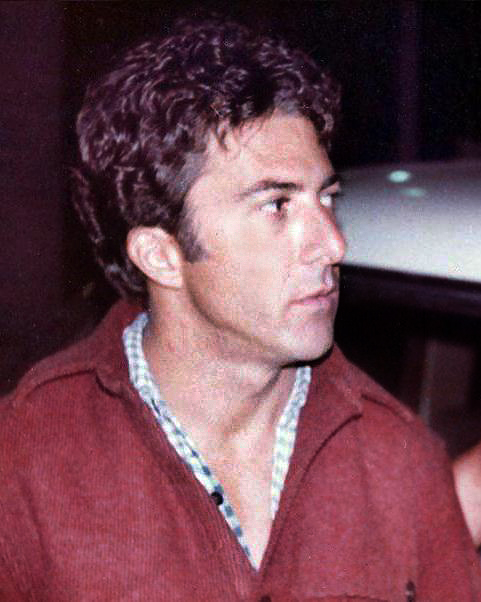
Dustin Hoffman, actor american de film

- 8 mai: Darie Novăceanu, scriitor și traducător român (d. 2018)
- 13 mai: Roger Zelazny, scriitor american de literatură SF (d. 1995)
- 15 mai: Madeleine Albright, politician ceh-american, al 64-lea secretar al Statelor Unite (d. 2022)
- 22 mai: Viktor Ponedelnik, fotbalist rus, câștigător al Campionatului European (1960), (d. 2020)
- 24 mai: Benone Sinulescu, interpret român de muzică populară (d. 2021)

### Iunie
- 1 iunie: Morgan Freeman, actor, regizor de film și narator american

### Iulie
- 12 iulie: Bill Cosby (n. William Henry Cosby), actor de televiziune și producător american

### August
- 6 august: Tamás Adamik, scriitor, filolog și istoric literar maghiar
- 8 august: Dustin Hoffman, actor american de film
- 19 august: Stelian Dumistrăcel, filolog și publicist român (d. 2022)

### Septembrie
- 17 septembrie: Ilarion Ionescu-Galați, dirijor și violonist român
- 18 septembrie: Elena Caragiu, actriță și scriitoare de origine română (d. 2024)

### Noiembrie
- 15 noiembrie: Leonard Cazan, politician român
- 19 noiembrie: Ioan Fiscuteanu, actor român de film (d. 2007)
- 30 noiembrie: Iuliu Furo, politician român
- 30 noiembrie: Ridley Scott, regizor britanic de film

### Decembrie
- 10 decembrie: Karel Schwarzenberg, ministru de externe al Cehiei (d.2023)
- 21 decembrie: Jane Seymour Fonda, actriță americană de film, teatru și TV
- 31 decembrie: Philip Anthony Hopkins, actor britanic

## Decese

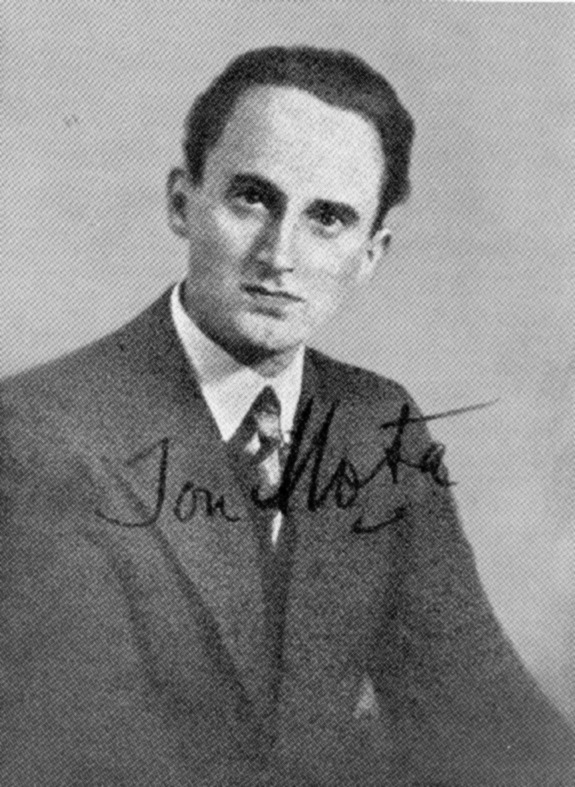
Ion Moța, avocat și politician român, membru fondator al Gărzii de Fier
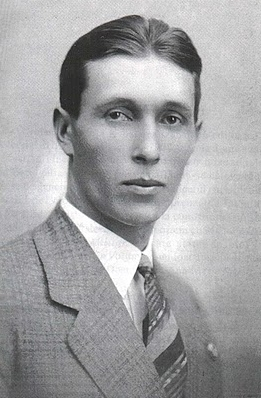
Vasile Marin, politician și avocat român, comandant legionar
Anton Holban, scriitor, romancier și eseist român
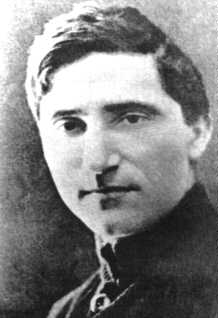
George Topîrceanu, poet, prozator, memorialist, publicist și traducător român

- 13 ianuarie: Vasile Marin, 32 ani, politician și avocat român, comandant legionar (n. 1904)
- 13 ianuarie: Ion Moța, 34 ani, avocat și politician român, membru fondator al Legiunii Arhanghelul Mihail (Garda de Fier), (n. 1902)
- 15 ianuarie: Anton Holban, 34 ani, scriitor, romancier și eseist român (n. 1902)
- 7 mai: George Topîrceanu, 51 ani, poet, prozator, memorialist, publicist și traducător român, membru corespondent al Academiei Române (n. 1886)
- 13 mai: Ekaterina Gheladze, 79 ani, mama dictatorului Iosif Stalin (n. 1858)
- 11 iulie: George Gershwin (n. Jacob Gershowitz), 38 ani, compozitor american de etnie evreiască (n. 1898)
- 20 iulie: Guglielmo Marconi, 63 ani, fizician italian, laureat al Premiului Nobel (n. 1874)
- 12 august: Alexandru Sahia (n. Alexandru Stănescu), 29 ani, scriitor român (n. 1908)

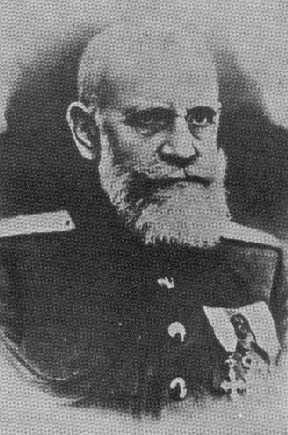
Gheorghe Cantacuzino-Grănicerul, general și politician român
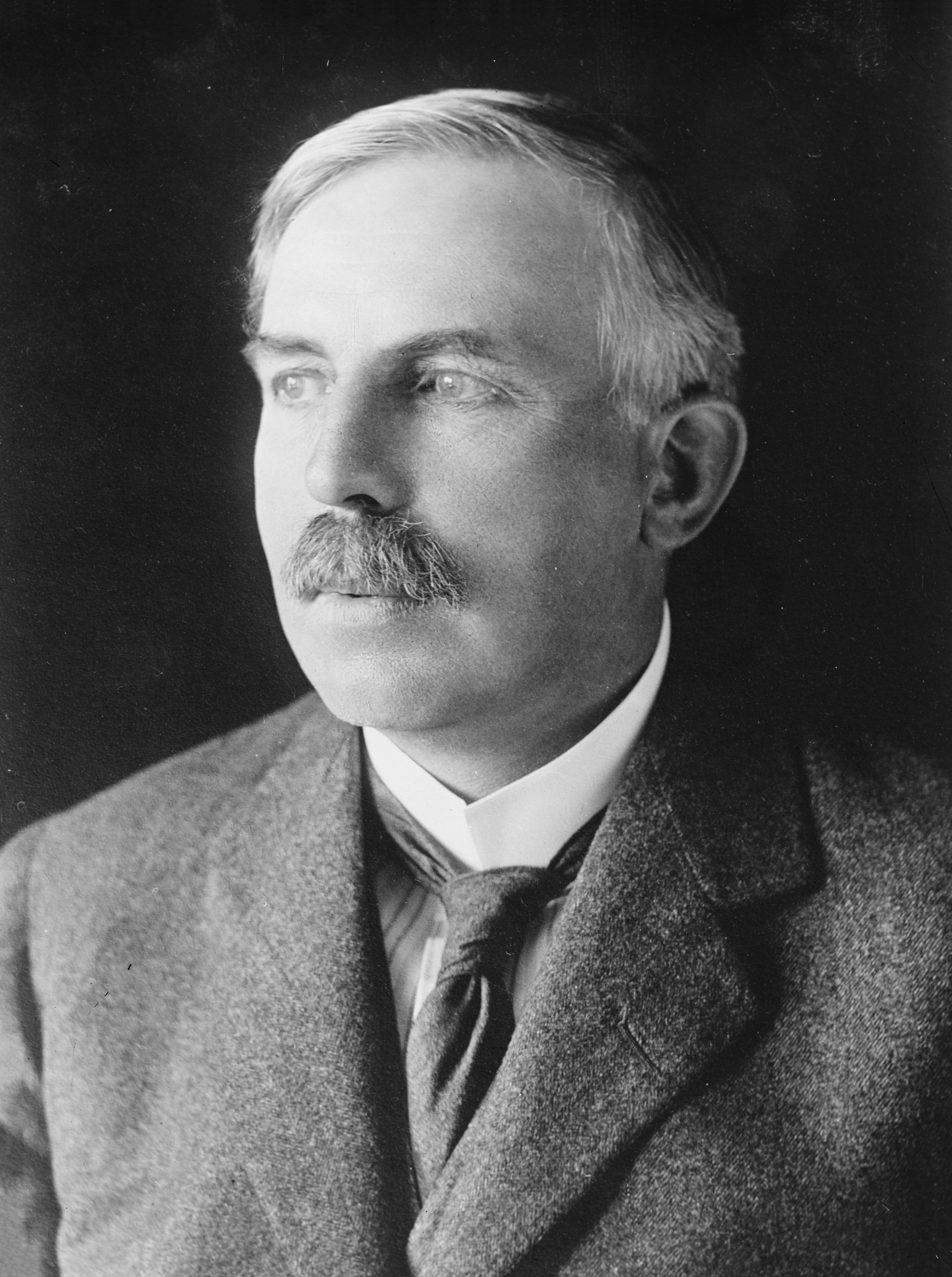
Ernest Rutherford, fizician și chimist din Noua Zeelandă, laureat al Premiului Nobel
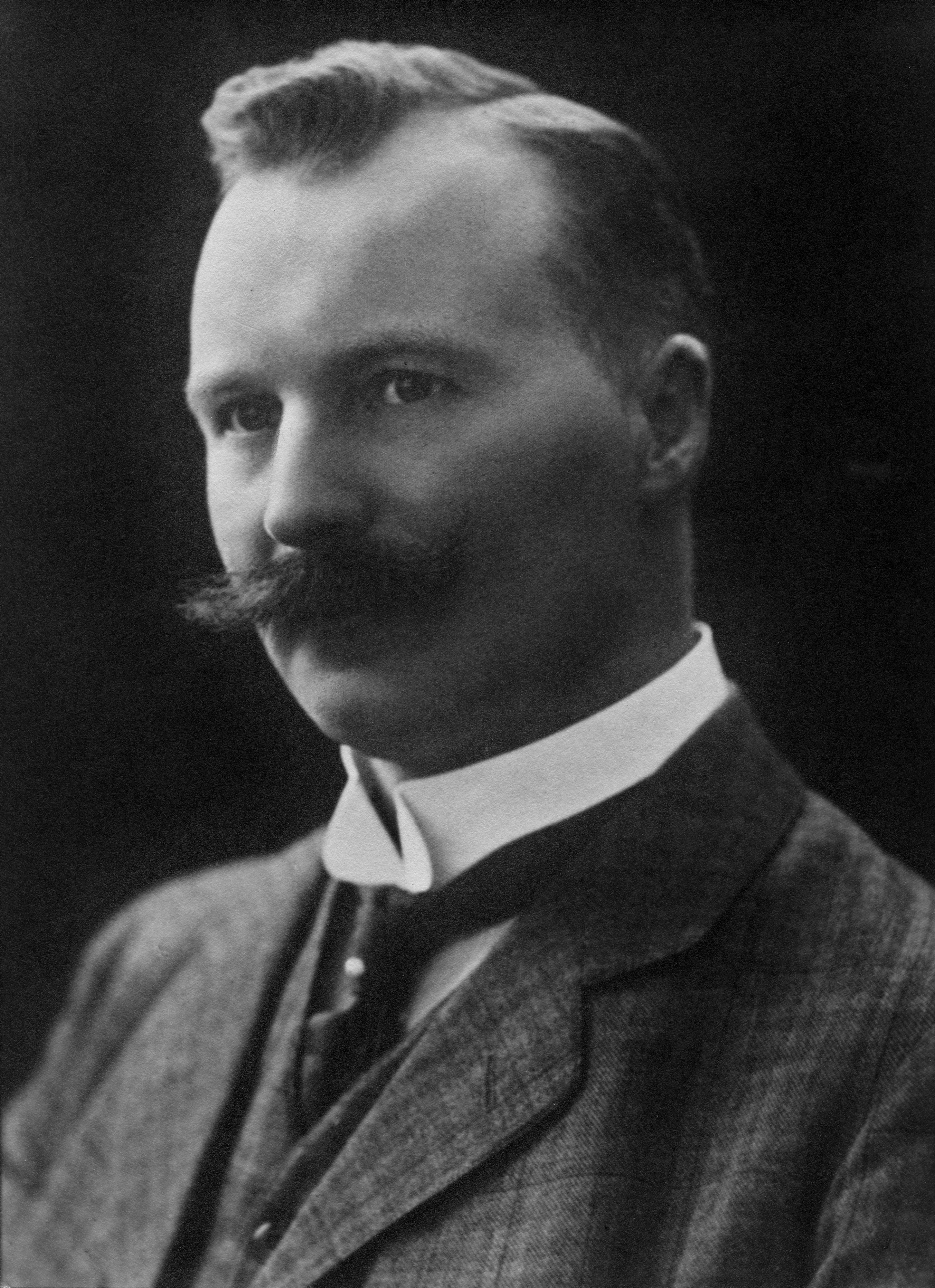
Gustaf Dalén, fizician, inginer, antreprenor și inventator suedez, laureat al Premiului Nobel
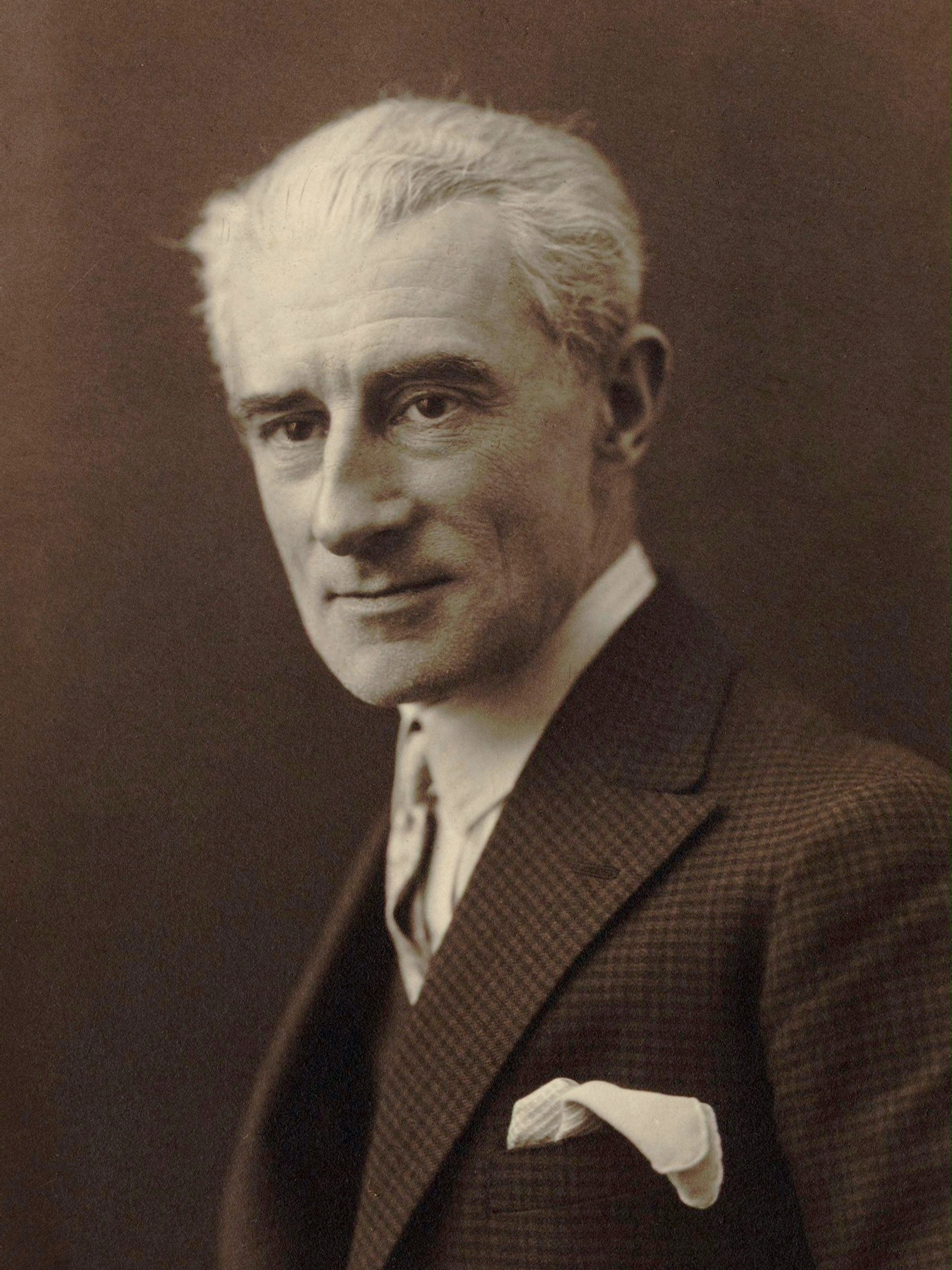
Maurice Ravel, compozitor francez

- 9 octombrie: Gheorghe Cantacuzino-Grănicerul, 59 ani, general și politician român de extremă dreaptă (n. 1869)
- 19 octombrie: Ernest Rutherford, 66 ani, fizician și chimist din Noua Zeelandă, laureat al Premiului Nobel (1908), (n. 1871)
- 5 noiembrie: Orest Tafrali, 60 ani, istoric român (n. 1876)
- 10 noiembrie: Lev Șubnikov, 36 ani, fizician rus (n. 1901)
- 13 noiembrie: Akop Akopian, 71 ani, poet armean (n. 1866)
- 4 decembrie: Alexandru Dobrogeanu-Gherea, 58 ani, jurnalist român de etnie evreiască (n. 1879)
- 9 decembrie: Nils Gustaf Dalén, 68 ani, fizician, inginer, antreprenor și inventator suedez, laureat al Premiului Nobel (n. 1869)
- 28 decembrie: Joseph Maurice Ravel, 62 ani, compozitor francez (n. 1875)

## Premii Nobel
- Fizică: Clinton Joseph Davisson (SUA), George Paget Thomson (Regatul Unit)
- Chimie: Walter Norman Haworth (Regatul Unit), Paul Karrer (Elveția)
- Medicină: Albert von Szent-Györgyi Nagyrapolt (Ungaria)
- Literatură: Roger Martin du Gard (Franța)
- Pace: Robert Cecil (Regatul Unit)